# 阿部正丰
阿部正丰（生年不詳－1535年12月29日）是日本战国时代的武将。三河松平氏家臣，阿部定吉的长子。通称弥七郎。

## 生平
天文4年（1535年），已經平定西三河的松平清康为了讨伐叔父松平信定而在尾張守山布阵，有傳言指父親定吉與織田信秀內通並企圖謀反，因此定吉擔心自己會被清康殺死，於是向清康送出自己沒有二心的誓紙。翌日，聽到本阵发出马嘶叫声的正丰误以为父亲被杀（其实是家臣误把马屋的马放了出来），於是在本阵杀死清康。而正丰則在當場被植村氏明斩殺（森山崩）。

## 异说
明治35年（1902年）、在村冈素一郎著书『史疑德川家康事蹟』中说，上述的守山崩事件是后来德川氏编造的事情。正丰杀了的是清康的孙子·松平元康，应该是发生在永禄3年（1560年）12月5日的事。之后的松平元康，即所说的德川家康，是影武者世良田二郎三郎元信所替换的（详见德川家康的影武者傳說）。